# Le Pull-over rouge
Pour l'adaptation, voir Le Pull-over rouge (film).
Le Pull-over rouge est une enquête critique romancée de Gilles Perrault, sortie en 1978 et qui fut l'objet d'une adaptation au cinéma l'année suivante par Michel Drach. Ce livre est publié trois ans après La Longue Traque (1975), ouvrage dans lequel Gilles Perrault prenait déjà la défense de Roland Farjon, accusé de trahison par des résistants et qui débute lui aussi par la mort du principal protagoniste.
Le Pull-over rouge est centré sur la personne de Christian Ranucci, condamné à mort puis exécuté en juillet 1976 pour l'enlèvement et le meurtre, commis deux ans auparavant, d'une petite fille de huit ans. Son titre fait référence à un énigmatique vêtement retrouvé dans la zone où le corps de la petite fille fut découvert et installe le soupçon d’une erreur judiciaire. L'ouvrage, qui soutient une campagne pour la révision du procès Ranucci (trois requêtes seront déposées et successivement rejetées) et le combat pour l’abolition de la peine de mort (obtenue en 1981), est un succès d'édition, se vendant à plus d'un million d'exemplaires.
La plupart des éléments mis en avant par Gilles Perrault pour disculper Christian Ranucci ont été établis comme faux par plusieurs enquêtes journalistiques et judiciaires,,.

## Sujet du livre
Ce livre est une enquête critique sur l'affaire Christian Ranucci, accusé d'avoir enlevé et tué la petite Marie-Dolorès Rambla, le 3 juin 1974. Pour ce double crime, il fut condamné à mort et guillotiné le 28 juillet 1976 à 4 h 13 du matin à la prison des Baumettes à Marseille.
Le livre se décompose en plusieurs parties :
En premier lieu, il expose l'après-procès, la vie et le quotidien de ses proches le lendemain de sa mort.
Ensuite, on trouve :
- le crime ;
- l'instruction ;
- le procès ;
- l'exécution ;
- et enfin un plan des environs du lieu où le corps de la fillette a été découvert.

Le Pull-over rouge s'appuie bien sûr sur le dossier judiciaire établi contre Ranucci, mais également sur des articles de presse et sur les témoignages subjectifs des proches du condamné : ses avocats, sa mère Héloïse Mathon, son ex-petite amie. De nombreux extraits de leurs souvenirs et témoignages sont rapportés dans le livre.

## Suites et critiques
Le livre est adapté au cinéma dès 1979, sur un scénario écrit par Michel Drach (réalisateur du film) et Ariane Litaize, et qui reprend en grande partie le livre, bien qu'élagué des éléments qui ne concernent pas directement l'affaire (notamment les passages retraçant le passé de Christian Ranucci et de ses parents). Un des avocats de Christian Ranucci, Jean-François Le Forsonney, qui a déposé une première requête en révision du procès (rejetée), est consulté pour le film en tant que « conseiller technique ». Il faut noter que, contrairement au vêtement saisi dans la réalité par les gendarmes le 5 juin 1974 puis conservé au greffe de la Cour d'appel d'Aix-en-Provence, le pull-over que l'on aperçoit dans le film – aussi bien lors des scènes décrites par les témoins que lors de la scène décrivant sa saisie par les gendarmes – ne comporte pas de boutons dorés sur l'épaule gauche.
L'ouvrage est vendu à plus d'un million d'exemplaires et fait l'objet de plusieurs réimpressions chez d'autres éditeurs au fil des années, notamment Le Livre de poche en 1980, et Fayard (éditeur régulier de Gilles Perrault) en 1994. Il est traduit en espagnol, sous le titre El Jersey Rojo, en 1979.
Dès sa parution, Pierre Rambla, père de la victime et du petit Jean-Baptiste, s'oppose avec virulence à Gilles Perrault, considérant que son livre porte atteinte à la mémoire de sa fille et à la vie privée de sa famille. Il va jusqu'à organiser un autodafé avec plusieurs exemplaires de l'ouvrage,. Dans le cadre de l'émission En quête de vérité diffusée en 1992, où il est invité avec son fils aîné et son avocat Gilbert Collard, il affirme à Jean-Pierre Foucault avoir relevé deux-cents erreurs dans Le Pull-over rouge. Ce chiffre sera plus tard avancé par Gérard Bouladou, commandant de police à la retraite. Par la suite, Pierre Rambla publie en 2008, avec l'aide du journaliste Henri Michel, Le « Cirque » Rouge : Le mensonge médiatique et l'argent du sang, ouvrage dans lequel il s'élève contre l'exploitation commerciale faite autour du meurtre de la petite Marie-Dolorès et contre la thèse de l'innocence de Christian Ranucci.
Au cours de ses interventions dans divers médias, prenant plus clairement position en faveur de l'innocence de Christian Ranucci au fil des années,, Gilles Perrault a attaqué les policiers chargés de l'enquête en les accusant notamment de « forfaiture », de conduite « crapuleuse » et de « légèreté et de partialité ». Il a été condamné en diffamation à deux reprises pour ces déclarations, et ses trois recours (appels et pourvoi en cassation) confirment les peines, majorant même le montant des dommages-intérêts,.
Gérard Bouladou (commandant de police judiciaire retraité) publie en 2005 une première contre-enquête : L'Affaire du pull-over rouge, Ranucci coupable ! : Un pull-over rouge cousu... de fil blanc, s'opposant à la thèse développée par Gilles Perrault. En 2006, dans son deuxième livre Autopsie d'une imposture. L'affaire Ranucci : toute la vérité sur le pull-over rouge, il entend à la fois exposer et expliquer le dossier de Christian Ranucci, et démontrer que l'affaire, telle qu'exposée dans Le Pull-over rouge, relève d'une manipulation.
Jean-Louis Vincent, ancien commissaire divisionnaire, publie en 2018 Affaire Ranucci : du doute à la vérité. Après avoir repris l'examen de tout le dossier, ainsi que l'avait fait avant lui Gérard Bouladou, il conclut, comme celui-ci, à la culpabilité de l'accusé. Il réfute les différents points mis en avant par Gilles Perrault dans son roman.